# レッツ・キル・トゥナイト
「レッツ・キル・トゥナイト」（Let's Kill Tonight）は、アメリカ合衆国のポップ・ロック・バンドであるパニック!アット・ザ・ディスコの楽曲。2011年3月22日に発売された3作目のスタジオ・アルバム『悪徳と美徳』の2曲目に収録された後、8月29日に同作からの第3弾シングルとしてリカットされた。
シングル発売前の8月24日にはライブ映像などで構成されたミュージック・ビデオが公開された。

## 歌詞と曲の構成
「レッツ・キル・トゥナイト」のキーはAマイナーで、テンポは186 BPM。曲中にはドラムマシン、8bitゲーム機を連想させるシンセサイザーなどが取り入れられている。
歌詞は苦い結末を迎えた恋愛関係を描いている。歌詞についてフロントマンのブレンドン・ユーリーは「うぬぼれて、友達と出かけている時に『今夜は最高なものになる、すばらしいことになるぞ』と言うようなことを歌っている。それはまさによくある楽しい時間、パーティータイムのことなんだ」と語っている。

## 評価
『スピン』誌のウィリアム・グッドマンは、アルバム『悪徳と美徳』における「最も人の心を引き付ける楽曲」と評した。『ポップマターズ』のマット・ジェイムズは、「『悪徳と美徳』の強み」を「モナリザのバラード」よりも示す楽曲と見なした。一部のメディアは本作を「ハロウィンソング」と捉えており、アメリカの『Seventeen』誌は「パニック!アット・ザ・ディスコによるアップビートな2011年のヒット曲はその場にいる全員を躍らせること間違いなし」と述べた。
『PopBuzz』のジェームズ・ウィルソン＝テイラーは、2018年1月時点でパニック!アット・ザ・ディスコが発表した全71曲（カバー曲やコラボ曲を除く）を対象としたランキングで第50位に本作を選出し、「素晴らしいスタートを切り、最悪な結末を迎えるツイてない夜にふさわしいアンセム」と評した。

## クレジット
※出典
- ブレンドン・ユーリー – リード・ボーカル、バックグラウンド・ボーカル、キーボード、ベース、シンセサイザー、プログラミング、リズムギター、リードギター、作詞作曲
- スペンサー・スミス – ドラム、パーカッション、ヴィブラスラップ、作詞作曲
- ブッチ・ウォーカー – プロデュース、バックグラウンド・ボーカル、ギター、プログラミング、録音
- ジョン・フェルドマン – 録音、アシスタント・エンジニア
- ジェイク・シンクレア – エンジニア
- ブランドン・パドック – アシスタント・エンジニア
- エリック・ロン – アシスタント・エンジニア
- フレッド・アーシャンボルト – アシスタント・エンジニア
- マット・アップルトン – アシスタント・エンジニア
- クラウディウス・ミッテンドーファー – ミキシング
- ロブ・メイセス – ストリングスアレンジ、指揮者
- ジョナサン・アレン – 録音（ストリングス）
- ルイス・ジョーンズ – アシスタント（ストリングスの録音）
- ジョー・ナポリターノ – 編集
- イソベル・グリフィス – コントラクター（ストリングス）
- トマス・ボウズ – リーダー（ストリングス）
- ピート・ライマン – マスタリング

## 認定
| 国/地域                          | 認定 | 認定/売上数 |
| -------------------------------- | ---- | ----------- |
| アメリカ合衆国 (RIAA)            | Gold | 500,000     |
| 認定のみに基づく売上数と再生回数 |      |             |